# Ringmore
Ringmore – wieś i civil parish w Anglii, w Devon, w dystrykcie South Hams. W 2011 civil parish liczyła 208 mieszkańców. Ringmore jest wspomniana w Domesday Book (1086) jako Reimore/Reimora.